# تاريخ الاتحاد السوفييتي
يعكس تاريخ روسيا السوفيتية والاتحاد السوفيتي فترة تغيير لكل من روسيا والعالم. على الرغم من أن مصطلحي «روسيا السوفيتية» و«الاتحاد السوفيتي» غالبًا ما يكونان مترادفين في الكلام اليومي عند الإشارة إلى أسس الاتحاد السوفييتي، تشير «روسيا السوفيتية» بصورة ملائمة إلى السنوات القليلة بين ثورة أكتوبر لعام 1917 وتأسيس الاتحاد السوفييتي في عام 1922. وعلى الرغم من ذلك، كان الاتحاد السوفييتي قبل عام 1922 عبارة عن عدة جمهوريات سوفييتية مستقلة، مثل جمهورية روسيا الاتحادية الاشتراكية السوفييتية وجمهورية أوكرانيا الاشتراكية السوفيتية. في ذروته، كان اتحاد الجمهوريات الاشتراكية السوفيتية يتألف من وجمهورية روسيا الاتحادية الاشتراكية السوفيتية وجمهورية بيلاروس الاشتراكية السوفيتية وجمهورية أوكرانيا الاشتراكية السوفيتية وجمهورية ليتوانيا الاشتراكية السوفيتية وجمهورية لاتفيا الاشتراكية السوفيتية وجمهورية إستونيا الاشتراكية السوفيتية والجمهورية الجورجية السوفيتية الاشتراكية والجمهورية الكازاخية السوفيتية الاشتراكية وغيرها، وأيضًا العديد من الدول التابعة. وشملت هذه الدول التابعة جمهورية بولندا الشعبية وألمانيا الشرقية وأعضاء آخرين في حلف وارسو.

## 1927-1917
استندت الفلسفة الأصلية للدولة بشكل رئيسي إلى أعمال كارل ماركس وفريدريك إنغلز. في جوهرها، ذكرت نظرية ماركس أن النظم السياسية والاقتصادية مرت بتطور حتمي في شكلها، تطور سيستبدَل فيه النظام الرأسمالي الحالي بدولة اشتراكية قبل بلوغ التعاون والسلام الدوليين في فردوس «العمال»، ليقيم نظامًا يدار من قبل ما أسماه ماركس المجتمع الشيوعي.
بعد شعورها بعدم الرضى عن التغييرات القليلة نسبيًا التي أجراها القيصر بعد الثورة الروسية عام 1905، أصبحت روسيا مرتعًا لأنظمة فوضوية واشتراكية وأنظمة سياسية راديكالية أخرى. تبنى الحزب الاشتراكي المسيطر، حزب العمال الديمقراطي الاشتراكي الروسي، أيديولوجيا ماركس. ابتداءًا من العام 1903، تصاعدت سلسلة من الانشقاقات في الحزب بين زعيمين رئيسيين: البلاشفة (وتعني «الأكثرية») بقيادة فلاديمير لينين، والمنافشة (وتعني الأقلية) بقيادة يوليوس مارتوف. حتى عام 1912، واصلت كلتا المجموعتان اتحادهما تحت اسم «حزب العمال الديمقراطي الاشتراكي الروسي»، إلا أن الخلافات الفكرية الكبيرة بين لينين ومارتوف أدت إلى انشقاق في الحزب للمرة الأخيرة. لم تقاتل هذه المجموعات بعضها بعضًا فحسب، بل كان لها أيضًا عدو مشترك، لاسيما أولئك الذين كانوا يحاولون إعادة القيصر إلى السلطة. في أعقاب ثورة فبراير، حظي المناشفة بالسيطرة على روسيا وأقاموا حكومة مؤقتة، إلا أن هذه الحكومة استمرت لأشهر قليلة فقط إلى أن استولى البلاشفة على السلطة في ثورة أكتوبر، التي تُعرف أيضًا بثورة أكتوبر الاشتراكية العظمى.
في ظل سيطرة الحزب، قُمعت جميع السياسات والمواقف التي لم تكن بشكل صارم سياسات ومواقف الحزب الشيوعي الروسي، تحت فرضية أن الحزب الشيوعي الروسي يمثل البروليتاريا وأن جميع الأنشطة التي تتعارض مع معتقدات الحزب كانت «معادية للثورة» أو «مناهضة للاشتراكية». خلال السنوات بين عامي 1917 و1923، حقق الاتحاد السوفييتي السلام مع قوى المركز، أعداؤه في الحرب العالمية الأولى، غير أنه خاض أيضًا الحرب الأهلية الروسية ضد الجيش الأبيض والجيوش الأجنبية من الولايات المتحدة والمملكة المتحدة وفرنسا من بين جيوش أخرى. نجم عن ذلك تغييرات إقليمية كبيرة، وإن كانت بعض هذه التغييرات مؤقتةً. في نهاية المطاف سحق الحزب الشيوعي الروسي جميع خصومه، وسرعان ما نشر الحزب النمط السوفييتي للحكم ووطد أركانه في جميع أنحاء روسيا. في أعقاب وفاة لينين في عام 1924، أصبح جوزيف ستالين، الأمين العام للحزب الشيوعي الروسي، خلفًا للينين وواصل دوره كزعيم للاتحاد السوفييتي حتى الخمسينيات من القرن العشرين.

## 1953-1927
يغطي تاريخ الاتحاد السوفيتي بين عامي 1927 و1953 فترة الحرب العالمية الثانية وفترة النصر على ألمانيا النازية فيما بقي الاتحاد السوفيتي تحت السيطرة الحازمة لجوزيف ستالين.